# Robbie Squire

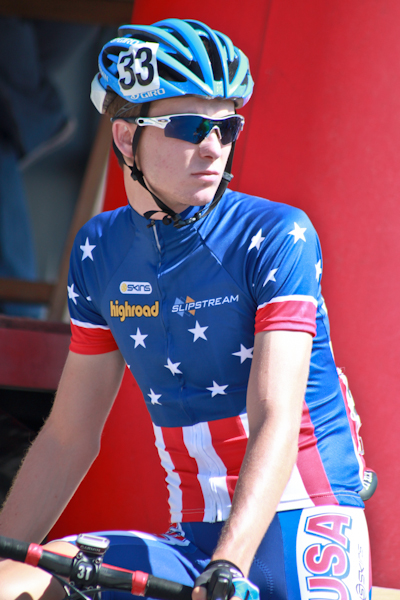
Robbie Squire in 2011

Robbie Squire (* 1. April 1990) ist ein US-amerikanischer Mountainbike- und Straßenradrennfahrer.
Robbie Squire gewann 2010 bei der Panamerikameisterschaft in Guatemala-Stadt die Bronzemedaille im Cross Country der U23-Klasse. Bei der Vuelta a Guatemala wurde er zweimal Etappendritter. Seit 2011 fährt Squire für das Chipotle Development Team. In seinem ersten Jahr dort wurde er Etappenzweiter bei der Vuelta a la Independencia Nacional und belegte den neunten Rang in der Gesamtwertung.

## Erfolge – Mountainbike
2010
- Panamerikameisterschaft – Cross Country (U23)

## Erfolge – Straße
2011
- US-amerikanischer Meister – Straßenrennen (U23)

## Teams
- 2011 Chipotle Development Team
- 2012 Chipotle-First Solar Development Team
- 2013 Ceramica Flaminia-Fondriest (bis 31. Mai)
- 2013 Amore & Vita (ab 1. Juni)
- 2014 Jamis-Hagens Berman
- 2015 Hincapie Racing Team